# Valeriu Traian Frențiu
Valeriu Traian Frenţiu, né le 25 avril 1875 à Reșița et mort le 11 juillet 1952 à Sighet, était un évêque gréco-catholique roumain, évêque d'Oradea. Emprisonné par les autorités communistes pour être resté fidèle au pape, il mourut des suites des mauvais traitements subis en prison. Reconnu martyr par l'Église catholique, il a été proclamé bienheureux le 2 juin 2019.

## Biographie
Fils d'un prêtre nommé Joachim et d'une mère nommée Rozalia, il a étudié la théologie à Université de Budapest, entre 1894 et 1898. En 1902, il a reçu son doctorat en théologie, à l'Institut Saint Augustin de Vienne (en actuelle Autriche).
Il est ordonné prêtre le 28 septembre 1898. Il a travaillé dans le diocèse de Lugoj en tant que recteur, doyen de Drastic.

### Évêque grecque-catholique

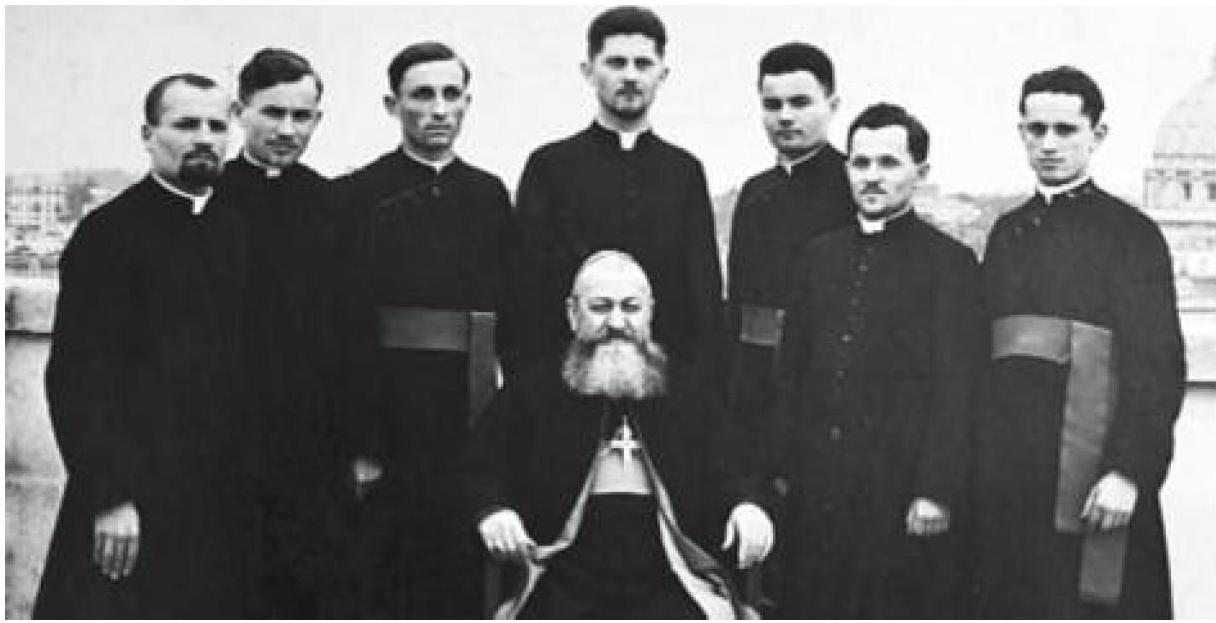
Mgr Frentiu avec ses séminaristes à Rome.

Le 4 novembre 1912, à l'âge de 37 ans, a été nommé évêque de Lugoj. Le 25 février 1922, Frentiu est transféré à Oradea et monté le 3 mai de la même année.
Après la mort de l'évêque Alexandru Niculescu en 1941, Frentiu fut transféré au poste d'administrateur apostolique de l'Archéparchie de Făgăraş et Alba Iulia, y exerçant son ministère pendant toute la durée de la guerre. En 1947, il est retourné à Oradea.

### Sous la persécution communiste
À Oradea a été arrêté le 28 octobre 1948 et est allé au camp à Dragoslavele, puis il refuse de passer à l'Église orthodoxe roumaine en février 1949, il est envoyé au monastère Căldăruşani.
À Căldăruşani, Valeriu Traian Frenţiu a consacré l'évêque Ioan Cherteș pendant la nuit de Noël 1949.

### Fin de vie
Incapable de supporter la dureté du régime d'extermination, il mourut le 11 juillet 1952 à la prison de Sighet. D'autres évêques également morts à Sighet furent enterrés en une nuit, sans cercueil dans une fosse du Cimetière des pauvres qui sera rasé pour éviter les pèlerinages sur les tombes des martyrs de Sighet.
Il n'avait pas été jugé, ni condamné.
En 2008 un procureur du Tribunal Militaire de Cluj a identifiéé la fosse commune et a trouvé les ossements de l'évêque.
En 2011, il a été élu citoyen d'honneur de Resita, sa ville natale.

## Béatification

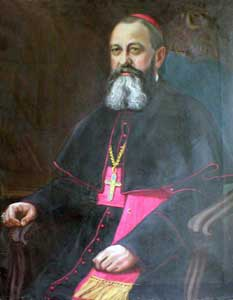
Portrait de Mgr Traian Frențiu

La cause pour la béatification et la canonisation de Valeriu Traian Frenţiu et de 6 autres évêques débute le 28 janvier 1997, à Alba Iulia. L'enquête diocésaine récoltant les témoignages sur leur vie et les conditions de leur mort se clôture le 18 février 2011, puis envoyée à Rome pour y être étudiée par la Congrégation pour les causes des saints. Après le rapport positif des différentes commissions sur la sainteté et le martyre de Valeriu Traian Frenţiu et des 6 autres évêques, le pape François procède, le 19 mars 2019, à la reconnaissance de leur mort en haine de la foi, les déclarant ainsi martyrs et signe le décret permettant leur béatification.
Valeriu Traian Frenţiu et les six autres évêques martyrs ont été proclamés bienheureux au cours d'une Divine Liturgie, célébrée sur le Champ de la Liberté à Blaj par le pape François, le 2 juin 2019, au cours de son voyage apostolique en Roumanie.

## Succession apostolique
Valeriu Traian Frențiu a ordonné les évêques suivants :
- Évêque Florian Stan (1922)
- Évêque Ioan Suciu (1940)
- Évêque Titu Liviu Chinezu (1949)
- Archevêque Ioan Cherteș (it) (1949)